# Samuel David Alexander
Samuel "Sami" David Alexander, né le 13 juillet 1862 et décédé le 8 mars 1943, est un industriel juif croate, doyen des industriels croates, un philanthrope et un membre de l'importante famille Alexander de Zagreb,,.

## Ses débuts dans le commerce
Alexander, connu sous le pseudonyme de Der Gescheite (Le malin), est né à Zagreb dans une famille juive. Son père Jonas Alexander est un commerçant qui a quitté Güssing en Autriche pour s'installer à Zagreb, et sa mère Roza, de nom de jeune fille Stern, vient d'une vieille famille juive influente de Zagreb. Le père d'Alexander est conseiller à la Chambre de commerce et d'artisanat croate. Alexander a un jeune frère Šandor et deux sœurs Gizela et Ilka. Il suit des cours à l'école élémentaire puis secondaire de Zagreb, avant de s'inscrire à l'académie commerciale à Vienne. Vers 1860, son père ouvre un magasin à grains. À la fin de ses études, Alexander retourne à Zagreb et commence à travailler avec son père. 
En 1880, il s'installe à Sisak, et ouvre un autre magasin à grains pour l'entreprise familiale. Là il fait connaissance de sa future femme Emma, née Neumann, la fille d'un homme d'affaires de Varaždin, Wolf Neumann. Ils vont avoir trois filles, Vera (décédée enfant), Gizela et Mira, et quatre fils, Ivo, Božidar, Branko et Dragutin, tous nés à Sisak. Alexander est un membre actif de la communauté juive de Zagreb et à partir de 1885, président de la chorale Danica. 
En 1915, il retourne à Zagreb avec sa famille,. Il est membre de la société Narodni rad - društvo židovskih asimilanata i anticionista u Hrvatskoj (Action populaire - Société des Juifs assimilés et antisionistes en Croatie)

## Ses affaires industrielles
Alexander est reconnu comme un génie de l'organisation,. En 1893, il achète une brasserie à Sisak, la Sisačka pivovara, et est élu comme représentant à l'assemblée de la ville et comme vice-président des coopératives d'épargne de Sisak et des environs,. Alexander possède l'usine de céramiques Titanit, l'usine chimique Danica, la cimenterie Croatia, la mine de charbon Mirna, l'usine d'huile de cuisson Zagreb (actuellement Zvijezda, filiale du conglomérat agro-alimentaire Agrokor) et est un actionnaire important de la brasserie Zagrebačka pivovara,. Alexander cofonde la Bourse des valeurs et des marchandises de Zagreb, ainsi que l'Assemblée de Zagreb, devenu actuellement la Zagrebački velesajam (Foire de Zagreb),. Il est aussi élu en 1919, président de l'Union des industriels et membre du conseil de la Chambre de commerce,,,. En tant que président de l'Union des industriels il promeut et protège l'industrie croate contre la Hongrie et sa politique économique au sein de l'empire austro-hongrois. Sous sa direction, il fédère au sein de l'Union des industriels, les entreprises de Croatie et de Slavonie. 

## LaSeconde Guerre mondiale
Alexander a donné une grande partie de sa fortune à des œuvres charitables,. C'est un grand philanthrope qui aide souvent la ville de Zagreb, les pauvres et les nécessiteux,. 
En 1941, pendant la Seconde Guerre mondiale, après la prise de pouvoir par les Oustachis et la déclaration de l'État indépendant de Croatie, Alexander et sa femme se réfugient au sanatorium de la rue Klaićeva. En 1942, ils s'installent au sanatorium du Dr Đuro Vranešić connu pour avoir sauvé 80 Juifs, situé au 57 rue Zelengaj,.  
Alexander y meurt en 1943, relativement paisiblement, à l'âge de 80 ans. Il est enterré au cimetière de Mirogoj. 
Afin d'échapper aux Oustachis et aux nazis, sa famille fuit la Croatie. Une partie s'installe temporairement à Pérouse en Italie. Sa femme et ses enfants survivent à la guerre,,, mais de nombreux membres de sa famille périssent dans la Shoah. Sa sœur Ilka est tuée en 1942 au camp d'extermination de Jasenovac avec son gendre Oton Vinski. Sa nièce Zora est tuée en 1944 à Auschwitz,,,